# Rupi Kaur
Rupi Kaur (Punjabi: ਰੂਪੀ ਕੌਰ) (4 oktober 1992) is een Indiaas-Canadese dichter, schrijfster, kunstenaar, illustrator en performer. Ze emigreerde op jonge leeftijd naar Canada en heeft zich sindsdien gevestigd in Toronto. Haar debuut, een collectie van poëzie en proza, getiteld Melk en Honing (origineel: Milk and Honey), werd in 2014 gepubliceerd en werd wereldwijd 2,5 miljoen keer verkocht en stond meer dan een jaar op de New York Times-bestsellerlijst. Haar tweede boek, De Zon en Haar Bloemen (origineel: The Sun and Her Flowers) verscheen in 2017.

## Biografie
Kaur is geboren in een zogenaamde Sikh-familie in Punjab, India. Toen ze vier jaar was, is ze met haar ouders naar Canada geëmigreerd. Ze was niet in staat Engels te spreken met de andere kinderen op haar school, maar ze had de inspiratie van haar moeder om te tekenen en te schilderen. Zo rond haar vijfde levensjaar kreeg ze van haar moeder een kwast, waarbij haar moeder haar meegaf, dat ze haar gevoel moest uitschilderen. Ze zat op de Turner Fenton Secondary.
Ze studeerde retoriek en professioneel schrijven aan de universiteit van Waterloo. Waarna zij en haar familie naar Brampton verhuisden. Zelf ziet Rupi haar leven als een ontdekkingsreis op artistiek gebied. En momenteel resideert ze in Toronto, Ontario.

## Carrière
Kaurs eerste optreden vond in 2009 plaats in de kelder van het Punjabi Community Health Centre in Malton, Canada. Te midden van haar meer opmerkelijke werken is haar foto-essay over menstruatie, beschreven als onderdeel van de visuele poëzie, bedoeld om de overheersende maatschappelijke menstruatietaboes bespreekbaar te maken.
Gedurende haar middelbareschoolperiode verspreidde Kaur haar stukken anoniem. In 2013 begon ze haar eigen werk onder haar eigen naam te delen met de wereld via Tumblr. Met als gevolg dat ze haar teksten in 2014 ook via Instagram ging verspreiden, en hier voegde ze dan ook simpele illustraties aan toe.

## Melk en Honing
Het eerste boek van Kaur, een bloemlezing getiteld Milk and Honey (gestileerd als milk and honey), werd op 4 november 2014 gepubliceerd. Het is een verzameling poëzie, proza en met de hand getekende illustraties. Het boek is opgedeeld in vier hoofdstukken en elk hoofdstuk geeft een ander thema weer. De vier thema’s zijn “het lijden”, “het liefhebben”, “het breken” en “het helen”. Milk and Honey werd sinds de publicatie meer dan 2,5 miljoen keer verkocht. Het boek stond daarnaast meer dan 77 weken op de bestsellerlijst van The New York Times. Milk and Honey is sindsdien in meer dan 25 talen vertaald. De Nederlandse vertaling van Milk and Honey, vertaald naar Melk en Honing, verscheen bij Uitgeverij Orlando in februari 2018 en is vertaald door Anke ten Doesschate.
Voor de titel liet Kaur zich inspireren door een gedicht die ze in het verleden had geschreven over de genocide van de Sikh bevolking in India in 1984. In het gedicht staat een regel over de vrouwen die een vreselijke tijd hebben meegemaakt. Ze komen uit die terreur “zo glad als melk en zo dik als honing”. Jaren later schreef ze deze woorden op de eerste pagina van een nieuw notitieboek, en dit is hoe de titel voor het eerste boek ontstond. Bovendien ontdekte Kaur dat de woorden ‘melk en honing’ ook veel werden gebruikt in gedichten van Baba Farid, een 12e-eeuwse Punjabi-islamitische prediker en mysticus. Ook werden de woorden veel genoemd in religieuze teksten over de hele wereld. Bovendien werden zowel melk als honing als ingrediënten die in Kaurs familie en gemeenschap als medicijn werden gebruikt tegen verkoudheid en griep.

### Kritiek
Kaurs handelsmerk, gefragmenteerde vrije verzen, maakt haar gemakkelijk prooi voor online sceptici. De gedichten van Kaur worden vaak bekritiseerd, omdat ze erg simplistisch zijn. Er zijn parodieën op sociale media verschenen, die aantonen hoe makkelijk het is om een Rupi Kaur-gedicht te schrijven. Milk and Honey werd in het begin van 2017 ook een meme, toen mensen begonnen met opschrijven van de teksten uit Vine-video’s en ze stileerden als de gedichten van Kaur. Er is een boek verschenen, dat de draak steekt met de gedichten van Kaur, met de naam Milk and Vine dat al snel een Amazon-bestseller is gewonnen sinds de verschijning in oktober 2017.

## De Zon en Haar Bloemen
Waar Melk en Honing eerder verscheen, is De Zon en Haar Bloemen de tweede dichtbundel van Rupi Kaur. De bundel is verdeeld in vijf verschillende hoofdstukken met illustraties van de auteur zelf. De hoofdstukken zijn opgedeeld in verwelken, vallen, aarden, ontkiemen en opbloeien. Het betreft een verzameling gedichten die gaan over helen en groeien, over waar iemand vandaan komt en waar iemand zich thuis kan vinden, en dan met name als persoon. Gedichten met feministische thema’s waarin misbruik, onderdrukking, onzekerheid en ongewenste intimiteit ter sprake komen.

## Invloeden en erkenning
Zoals in Gurmukhi script, is haar werk exclusief geschreven in kleine letters, waarbij alleen de punt gebruikt wordt als een vorm van interpunctie. Kaur schrijft zo om haar cultuur te eren. Tevens zei ze dat ze geniet van de gelijkheid van de letters en dat de stijl haar kijk op de wereld weerspiegelt. Haar teksten zijn bedoeld als een ervaring, die gemakkelijk te volgen is door de lezer, met kleine tekeningen die de woorden versterken. Veelvoorkomende onderwerpen in haar werken zijn: misbruik, vrouwelijkheid, liefde en een gebroken hart.
Rupi Kaur stond op de lijst van BBC 100 Women 2017. Dit is een jaarlijks uitgebrachte lijst met 100 vrouwen die als een inspiratiebron gelden. In 2017 ging het specifiek over het tackelen van de vier problemen die heersen onder vrouwen: het glazen plafond, vrouwelijke literatuur, openbare intimidatie en seksisme in de sportwereld. Rupi Kaur had een plek op deze lijst vanwege de thema’s waarover zij schrijft: liefde, verlies, trauma, helen en vrouwelijkheid. Eind 2018 ha Rupi Kaur 3.3 miljoen volgers op Instagram.